# Tattenhausen (Großkarolinenfeld)
Tattenhausen ist ein Ortsteil der Gemeinde Großkarolinenfeld im oberbayerischen Landkreis Rosenheim. 

## Lage
Der Ort liegt nördlich des Kernortes Großkarolinenfeld. Am westlichen Ortsrand verläuft die Staatsstraße 2080.

## Sehenswürdigkeiten
In der Liste der Baudenkmäler in Großkarolinenfeld ist für Tattenhausen ein Baudenkmal aufgeführt, nämlich die Pfarrkirche Heilig Kreuz, ein spätgotischer Saalbau mit leicht eingezogenem Chor und nördlichem Tuffsteinquaderturm, trägt ein Satteldach. Sie wurde im 18. Jahrhundert barockisiert.

## Bodendenkmäler
Siehe: Liste der Bodendenkmäler in Großkarolinenfeld

## Persönlichkeiten
- Josef Lausch, Landtagsabgeordneter